# 亞當·梅達
亞當·若瑟·梅達（英語：Adam Joseph Maida；1930年3月18日—）是波蘭裔美國人的天主教司鐸級樞機及底特律總教區榮休總主教及開曼群島自治傳教區榮休神長。

## 生平
亞當·梅達於1930年3月18日在美國賓夕凡尼亞州東南海岸的城鎮東范德格里夫特出生，父母都是波蘭移民。因為當地沒有天主教學校，因此他是在東范德格里夫特的公立學校就讀。1950年，他在賓夕法尼亞州聖文森特學院進修，並於1952年獲得哲學學士。於1956年，他在馬利蘭州聖母神學院暨大學接受神學訓練。
他於1956年5月26日在匹茲堡教區晉鐸。他於1958年被送到羅馬宗座拉特朗大學進修，並於1960年獲得教會法學位。 他於1964年在杜肯大學獲得法學博士學位。
他於1984年1月25日晉牧，並獲教宗若望保祿二世任命為格林貝教區主教。他於1990年4月28日獲委任底特律總教區總主教，同年6月12日接任。
若望保祿二世於1994年11月26日將他擢升為司鐸級樞機，領羅馬聖維大理堂區司鐸銜。
開曼群島自治傳教區於2000年7月14日成立，由底特律總教區負責牧民工作。因此，亞當·梅達兼任自治傳教區神長一職。他曾參與2005年教宗選舉秘密會議，當時選出的是教宗本篤十六世。他於2009年1月5日榮休，易瀾·亨利·韋立仁接任底特律總教區正權總主教和開曼群島自治傳教區神長。

## 牧徽

亞當·若瑟·梅達枢机牧徽